# Powiat dzierżoniowski
Powiat dzierżoniowski – powiat w Polsce, położony w południowej części województwa dolnośląskiego. Jego siedzibą jest miasto Dzierżoniów.

## Podział administracyjny
Powiat dzierżoniowski powstał 1 stycznia 1999 roku wskutek reformy administracyjnej, której jednym z aspektów było wprowadzenie powiatów jako drugiego szczebla administracji, pomiędzy województwami i gminami.
Został stworzony z części województwa wałbrzyskiego (oprócz gminy Łagiewniki, która przez reformą należała do województwa wrocławskiego). Terytorium powiatu zostało określone w kształcie zbliżonym do tego, jaki posiadał on przed swoją likwidacją w 1975 roku. Należąca wówczas do niego gmina Jordanów Śląski (łącznie z miejscowościami, które w 1977 roku zostały przeniesione do gminy Łagiewniki, a w 1982 r. przeszły do gminy Kobierzyce) weszła w 1999 roku w skład powiatu wrocławskiego.
Z powiatem dzierżoniowskim graniczą jednostki:
- powiaty świdnicki i wrocławski od północy,
- powiat strzeliński od wschodu,
- powiaty kłodzki i ząbkowicki od południa,
- powiat wałbrzyski od zachodu.

W skład powiatu wchodzi 7 gmin: 3 miejskie, 2 miejsko-wiejskie oraz 2 wiejskie. Na jego terenie położonych jest pięć miast: Bielawa, Dzierżoniów, Niemcza, Pieszyce oraz Piława Górna.
| Gmina   | Gmina           | Gmina | Gmina        | Pow. (2025) | Ludność (2024) | Siedziba    |
| TERYT   | Typ             | Nazwa | Nazwa        | Pow. (2025) | Ludność (2024) | Siedziba    |
| ------- | --------------- | ----- | ------------ | ----------- | -------------- | ----------- |
| 0202011 | miejska         |       | Bielawa      | 36,21       | 27 713         | —           |
| 0202021 | miejska         |       | Dzierżoniów  | 20,07       | 30 312         | —           |
| 0202033 | miejsko-wiejska |       | Pieszyce     | 63,61       | 8876           | Pieszyce    |
| 0202041 | miejska         |       | Piława Górna | 20,93       | 5847           | —           |
| 0202052 | wiejska         |       | Dzierżoniów  | 141,07      | 9109           | Dzierżoniów |
| 0202062 | wiejska         |       | Łagiewniki   | 124,76      | 7033           | Łagiewniki  |
| 0202073 | miejsko-wiejska |       | Niemcza      | 71,87       | 4973           | Niemcza     |

## Pokrycie terenu
Powiat dzierżoniowski według danych z 2024 roku zajmował powierzchnię 478,52 km², co stanowiło 2,4% powierzchni województwa dolnośląskiego. Pod względem powierzchni zajął 22. lokatę spośród 26 powiatów w województwie oraz 286. miejsce wśród 314 powiatów Polski. Największą część powierzchni powiatu zajmowały grunty rolne (70,5%) oraz leśne (21,2%). Zabudowanych i zurbanizowanych było 7,7% terenów, zaś pod wodami znajdowało się ich 0,5%.
|  |

## Demografia
Według stanu z dnia 31 grudnia 2024 roku w powiecie dzierżoniowskim zamieszkiwało 93 863 mieszkańców: 49 367 kobiet (52,6% ludności; drugi najwyższy odsetek w kraju) i 44 496 mężczyzn (47,4%), czyli 3,3% ludności województwa dolnośląskiego. Gęstość zaludnienia w powiecie wyniosła 196 osób na km². Pod względem ludności powiat dzierżoniowski zajął w 2024 roku 6. miejsce spośród 26 powiatów w województwie oraz 86. lokatę wśród 314 powiatów Polski.
Wskaźnik urbanizacji wyniósł 78,1% (druga najwyższa wartość w Polsce); w miastach w tym dniu mieszkały 73 272 osoby, zaś na wsi 20 591 osób.
|  |

|  |  |

## Historia
Powiat dzierżoniowski istniał już w poprzednim podziale administracyjnym Polski w latach 1956–1975, a utworzono go po II wojnie światowej (początkowo pod nazwą powiat rychonecki). Po 1975 r. wchodził w skład dwóch województw: wałbrzyskiego i wrocławskiego.
Historycznie obszar ten był pod wpływem Piastów Śląskich, Czech, Austrii, Prus i Niemiec. Pierwsze pisemne wzmianki pochodzą z XII w. i odnoszą się do Dzierżoniowa i Niemczy. Od XVI w. obszar powiatu jest terenem rozwoju ośrodków tkactwa. Przez ten teren przetaczało się wiele wojen – wojny husyckie z XV w. i wojna trzydziestoletnia 1618–1648. Z ważnych wydarzeń należy jeszcze odnotować bunt tkaczy z 1844 r. opisany przez Gerharta Hauptmanna w dramacie Tkacze.

## Geografia
Powiat dzierżoniowski leży na Przedgórzu Sudeckim. W związku z tym rzeźba terenu jest zróżnicowana – od równinnej do górskiej. Na jego terenie znajdują się część nizinna (Kotlina Dzierżoniowska), wyżynna (Wzgórza Bielawskie, Krzyżowe, Gilowskie i Łagiewnickie) oraz górska (Góry Sowie i masyw Ślęży). Najwyższym szczytem górskim jest Wielka Sowa – 1015 m n.p.m. Najważniejszą rzeką regionu jest Piława.

### Najwyższe szczyty
- Wielka Sowa (Góry Sowie) – 1015 m n.p.m.
- Kalenica (Góry Sowie) – 964 m n.p.m.
- Wilczyna (Góry Sowie) – 665 m n.p.m.
- Kuczaba (Góry Sowie) – 654 m n.p.m.
- Radunia (Masyw Ślęży) – 578 m n.p.m.
- Cisówka (Góry Sowie) – 490 m n.p.m.
- Szczytna (Masyw Ślęży) – 480 m n.p.m.
- Góra Parkowa (Wzgórza Bielawskie) – 455 m n.p.m.
- Krowiak (Wzgórza Gilowskie) – 397 m n.p.m.
- Kłobucznik (Wzgórza Bielawskie) – 365 m n.p.m.
- Lipowa Góra (Wzgórza Krzyżowe) – 357 m n.p.m.

## Gospodarka
W końcu listopada 2019 liczba zarejestrowanych bezrobotnych w powiecie dzierżoniowskim obejmowała ok. 1,4 tys. mieszkańców, co stanowi stopę bezrobocia na poziomie 4,9% do aktywnych zawodowo.

## Władze powiatu dzierżoniowskiego
Władzę w powiecie dzierżoniowskim sprawuje Rada Powiatu Dzierżoniowskiego (organ uchwałodawczy) i Zarząd Powiatu ze Starostą na czele (organ wykonawczy).

### Rada Powiatu Dzierżoniowskiego
Rada Powiatu Dzierżoniowskiego jest organem stanowiącym i kontrolnym samorządu powiatu z siedzibą w Dzierżoniowie. Istnieje od 1998 roku; w jego skład wchodzą radni wybierani w powiecie dzierżoniowskim, w wyborach bezpośrednich na kadencje trwające 4 lata. IV Kadencja rady trwała od 2010 do 2014 roku. Przewodniczącym Rady Powiatu Dzierżoniowskiego jest Jacek Grzebieluch. Starostą powiatu dzierżoniowskiego jest Grzegorz Kosowski.

#### Wybory do rady
Radni do Rady Powiatu Dzierżoniowskiego są wybierani w wyborach co 4 lata w czterech okręgach wyborczych, które nie mają swoich oficjalnych nazw. Zasady i tryb przeprowadzenia wyborów określa odrębna ustawa. Skrócenie kadencji rady może nastąpić w drodze referendum powiatowego.
| Okręg | Gminy                                         | Liczba radnych | Liczba wyborców w 2024 |
| ----- | --------------------------------------------- | -------------- | ---------------------- |
| 1.    | Bielawa                                       | 6              | 22 482                 |
| 2.    | Dzierżoniów                                   | 7              | 24 022                 |
| 3.    | Pieszyce, gmina Dzierżoniów                   | 4              | 14 155                 |
| 4.    | Piława Górna, gmina Łagiewniki, gmina Niemcza | 4              | 14 609                 |
|       | Razem                                         | 21             | 75 273                 |

#### Organizacja Rady Powiatu
Radę Powiatu Dzierżoniowskiego tworzy 21 radnych, wybierających spośród siebie przewodniczącego i dwóch wiceprzewodniczących. Radni pracują w tematycznych komisjach stałych i doraźnych. Komisje Stałe:
Komisja Rewizyjna
Komisja Edukacji
Komisja Rozwoju Gospodarczego
Komisja Planowania, Budżetu i Finansów
Komisja Ochrony Zdrowia i Spraw Społecznych
Komisja Kultury, Sportu i Turystyki

#### Historia Rady Powiatu

##### I kadencja (1998–2002)
Prezydium
- Przewodnicząca: Zofia Mirek
- Wiceprzewodnicząca: Zofia Cupak
- Wiceprzewodniczący: Wiesław Matczak (do 2001), Stanisław Modrzejewski

Kluby radnych:
- Sojusz Lewicy Demokratycznej – 14 radnych
- Akcja Wyborcza Solidarność – 13 radnych
- Ponadpartyjne Forum Samorządowe - 3 radnych
- Przymierze Społeczne – 6 radnych
- Nasz Powiat - 3 radnych.

Zmiany w radzie powiatu
- 2000 – Wiesław Matczak występuje z klubu SLD, zostając radnym niezrzeszonym.
- 2001 – nastąpiło scalenie Klubu Nasz Powiat z Klubem AWS.
- 2002 – w marcu radni: Danuta Powierza i Zbigniew Jednoróg przechodzą do klubu SLD z PS; z kolei w kwietniu powstaje Klub Zgoda Samorządowa (ZS), liczący 6 radnych.

##### II kadencja (2002−2006)
Prezydium
- Przewodnicząca: Zofia Mirek
- Wiceprzewodniczący: Krzysztof Zawadzki
- Wiceprzewodniczący: Wiesław Kaptur (do 2003), Zbigniew Kwaśnik

Kluby radnych:
- Obywatelski Blok Samorządowy – 9 radnych
- Przymierze - 4 radnych
- Sojusz Lewicy Demokratycznej – 11 radnych

Zmiany w radzie powiatu:
- październik 2003 – powstaje klub radnych Forum z podziału klubu OBS, liczący 4 radnych.
- listopad 2003 – Ferdynand Ardelli zostaje radnym niezrzeszonym.

##### III kadencja (2006−2010)
Prezydium
- Przewodniczący: Mateusz Cegiełka
- Wiceprzewodniczący: Roman Gabrowski
- Wiceprzewodniczący: Krzysztof Zawadzki

Kluby radnych
- Platforma Obywatelska – 6 radnych
- Obywatelski Blok Samorządowy – 5 radnych
- Prawo i Sprawiedliwość – 4 radnych
- Lewica i Demokraci – 3 radnych
- Niezrzeszeni - 4 radnych

##### IV kadencja (2010–2014)
Prezydium
- Przewodniczący: Jacek Grzebieluch
- Wiceprzewodniczący: Albert Blacharz
- Wiceprzewodniczący: Jarosław Tyniec

Kluby radnych
- Platforma Obywatelska – 8 radnych
- Obywatelski Blok Samorządowy – 5 radnych
- Sojusz Lewicy Demokratycznej – 4 radnych
- Klub Radnych Forum 2010 – 3 radnych
- Niezrzeszeni - 3 radnych

##### V kadencja (2014-2018)
Prezydium
- Przewodniczący: Marian Kowal
- Wiceprzewodniczący: Wacław Dziendziel
- Wiceprzewodniczący: Krzysztof Zawadzki

Kluby radnych
- Platforma Obywatelska - 5 radnych
- Prawo i Sprawiedliwość - 5 radnych
- Obywatelski Blok Samorządowy - 5 radnych
- Polskie Stronnictwo Ludowe - 3 radnych
- Niezrzeszeni - 5 radnych

##### VI kadencja (2018-2024)
Prezydium
- Przewodniczący: Jacek Grzebieluch
- Wiceprzewodniczący: Izabela Piwko-Zadrożna
- Wiceprzewodniczący: Robert Czajkowski

Kluby radnych
- Prawo i Sprawiedliwość - 9 radnych
- Koalicja Obywatelska Platforma.Nowoczesna - 7 radnych
- Obywatelski Blok Samorządowy - 6 radnych

### Starostowie dzierżoniowscy
Na podstawie źródła:
- Piotr Wiśniowski (1 stycznia 1999 – 30 listopada 2002)
- Zbigniew Rak (1 grudnia 2002 – 31 października 2003)
- Zbigniew Skowroński (18 listopada 2003 – 27 listopada 2006)
- Janusz Guzdek (27 listopada 2006 – 22 listopada 2018)
- Grzegorz Kosowski (od 22 listopada 2018)

## Zabytki i atrakcje turystyczne
- Dzierżoniów
  - Ratusz – wybudowany w XIII w. jako dom handlowy i centrum kupieckie. Od 1337 siedziba władz miejskich. W latach 1972–1975 gruntownie przebudowany.
  - Wieża ratuszowa – pozostałość po starym średniowiecznym ratuszu. Pełniła wtedy rolę strażnicy i punktu obronnego. Dziś jest punktem widokowym, skąd można podziwiać panoramę miasta i okolic.
  - Kościół św. Jerzego – wybudowany początkowo jako drewniany, prawdopodobnie za czasów księcia Bolesława Kędzierzawego w 1159. W 1338 przekazany przez księcia Bolka II zakonowi rycerskiemu joannitów. Przebudowany na przełomie XV/XVI w.
  - Kościół Niepokalanego Poczęcia NMP – wybudowany w 1340 przez zakon joannitów.
  - Kościół Maryi Matki Kościoła – klasycystyczny kościół wybudowany w latach 1795–1798 według projektu architekta K. G. Langhansa
  - Kościół Świętej Trójcy – wybudowany w XIII w. jako kaplica cmentarna.
  - Kaplica grobowa rodu Sadebecków – wzniesiona w 1805 przez patrycjuszowski ród Sadebecków, mająca postać rotundy.
  - Mury obronne – wzniesione pod koniec XIII w. na polecenie księcia świdnickiego Bolka I. Wzmocnione basztami i półbasztami łupinowymi. Po wojnie husyckiej dobudowano mury wewnętrzne tworząc w ten sposób pas zieleni (międzymurze). W XVIII w. częściowo zlikwidowane. Odbudowane w XX wieku.
  - Synagoga w Dzierżoniowie – synagoga wybudowana w 1870 r.

- Bielawa
  - Neogotycki kościół pw. Wniebowzięcia Najświętszej Maryi Panny
  - Kościół pw. Bożego Ciała
  - Kościół pw. Świętego Ducha
  - Pałac Sandreckich
  - Pływalnia „Aquarius”
  - Wyciągi narciarskie
  - Ośrodek Wczasowo Wypoczynkowy „Sudety”
  - Góra Parkowa
  - Łysa Góra
  - Kalenica

- Niemcza
  - mury obronne z XIII w.
  - zamek z XV w.
- Gola Dzierżoniowska
  - Zamek w Goli Dzierżoniowskiej – ruiny okazałego renesansowego dworu z 1580 roku z portalem i dekoracjami sgraffitowymi elewacji
- Pieszyce:
  - pałac z XVII w. Obecnie własność prywatna
- Mościsko
  - Kościół św. Jana Chrzciciela
- Przerzeczyn-Zdrój
  - zespół renesansowych nagrobków rycerskich w murach kościoła
  - Średniowieczne krzyże pokutne
- Wojsławice
  - Arboretum w Wojsławicach

## Wydarzenia kulturalne i sportowe
- Jarmark św. Jerzego - Dzierżoniów - kwiecień
- Majówka – impreza folklorystyczna w Bielawie – maj
- Dni Dzierżoniowa - maj
- Dni Niemczy - maj
- VAG Meeting Bielawa - impreza samochodowa - maj
- StreetFighter Festival (SFF) – impreza motocyklowa w Bielawie – maj/czerwiec
- Dni Bielawy – czerwiec
- Dni Piławy Górnej – czerwiec
- Dni Pieszyc – czerwiec
- Poezja na murach – koncert poezji śpiewanej w Dzierżoniowie – czerwiec
- Sudeckie Lato – festyn sportowo-rekreacyjny w Bielawie – lipiec
- Tolk-Folk – festiwal Tolkiena w Bielawie – lipiec
- Miodobranie - Jarmark Pszczelarski w Dzierżoniowie - sierpień
- Regałowisko – Międzynarodowy festiwal muzyki reggae w Bielawie – sierpień
- Prezentacje Dzierżoniowskie – wrzesień
- Sowiogórski Festiwal Techniki - Dzierżoniów - wrzesień
- Darcie gumy Kormoran Grand Prix – zawody dla siłaczy w Bielawie – listopad
- Poetycka Stajnia - Ogólnopolski Konkurs Poezji Śpiewanej w Dzierżoniowie - listopad

## Szkoły ponadgimnazjalne powiatu dzierżoniowskiego
- Zespół Szkół Ogólnokształcących w Dzierżoniowie z I Liceum Ogólnokształcącym im. J. Śniadeckiego
- II Liceum Ogólnokształcące im. Jana Pawła II w Dzierżoniowie
- Zespół Szkół Nr 1 im. prof. Wilhelma Rotkiewicza w Dzierżoniowie
- Zespół Szkół Nr 2 im. prof. Tadeusza Kotarbińskiego w Dzierżoniowie
- Zespół Szkół Nr 3 im. Kombatantów Rzeczypospolitej Polskiej w Dzierżoniowie
- Niepubliczne Liceum Ogólnokształcące w Dzierżoniowie
- Zespół Szkół Ogólnokształcących w Bielawie z Liceum Ogólnokształcącym im. Bolesława Chrobrego
- Zespół Szkół i placówek kształcenia zawodowego w Bielawie

## Transport

### Transport kolejowy
Przez obszar powiatu przebiegają dwie czynne linie kolejowe – linia kolejowa nr 137 (tzw. magistrala podsudecka, która została zakwalifikowana przez Biuro Eksploatacji spółki PKP Polskie Linie Kolejowe jako „linia o priorytecie towarowym”) oraz linia kolejowa nr 341. Ruch pasażerski na liniach prowadzi samorządowa spółka Koleje Dolnośląskie w ramach następujących linii komunikacyjnych:
- D5 Legnica - Dzierżoniów/Bielawa - Kłodzko - Kudowa-Zdrój,
- D16 Wrocław Główny - Świdnica - Dzierżoniów - Bielawa[27].

### Transport autobusowy
Gminy powiatu dzierżoniowskiego oraz gmina Stoszowice zawarły porozumienie administracyjne w sprawie wspólnej organizacji publicznych linii autobusowych o charakterze komunikacji miejskiej. Obowiązki organizatora komunikacji powierzono Zarządowi Komunikacji Miejskiej (ZKM) w Bielawie.
Linie organizowane przez ZKM Bielawa w latach 2017-2027 obsługuje wybrane w przetargu konsorcjum firm: PPUH „Kłosok” i „A21” (operator). Do obsługi linii operator przeznaczył 30 fabrycznie nowych autobusów SOR NB 12, analogiczne pojazdy używane, dwa pojazdy SOR BN 12 oraz pojazdy rezerwowe. Flota autobusów operatora jest  niskopodłogowa (typu BN 12 – niskowejściowe), pojazdy są wyposażone w automaty do sprzedaży biletów, ładowarki USB oraz dźwiękowy i wizualny system informacji pasażerskiej.
Wykaz linii komunikacyjnych wg stanu na rok 2025 (wyszczególnienie obsługiwanych miejscowości):
- A: Dzierżoniów (linia miejska)
- B: Dzierżoniów (linia miejska)
- 1: Dzierżoniów – Bielawa – Jodłownik
- 2: Dzierżoniów – Bielawa
- 3: Dzierżoniów – Bielawa – Owiesno (sporadycznie) – Kietlice (sporadycznie)
- 4: Książnica – Kiełczyn – Tuszyn – Włóki - Dzierżoniów - Uciechów (sporadycznie)
- 5: Dzierżoniów – Bielawa – Jodłownik
- 6: Dzierżoniów – Bielawa – Ostroszowice – Grodziszcze (powiat ząbkowicki) – Owiesno (sporadycznie) – Przedborowa (sporadycznie) – Rudnica – Jemna (sporadycznie)
- 7: Mościsko –  Nowizna – Dzierżoniów
- 9: Dzierżoniów – Dobrocin – Roztocznik – Piława Dolna (sporadycznie) – Byszów
- 15: Dzierżoniów – Pieszyce – Kamionki
- 21: Dzierżoniów – Pieszyce – Rościszów
- 22: Dzierżoniów – Pieszyce – Bratoszów
- 30: Dzierżoniów – Piława Dolna – Piława Górna – Ligota Mała – Przerzeczyn-Zdrój – Podlesie (sporadycznie)
- 31: Dzierżoniów – Piława Dolna – Piława Górna
- 35: Dzierżoniów – Piława Dolna – Piława Górna – Kośmin
- 36: Dzierżoniów – Piława Dolna – Piława Górna – Ligota Mała – Przerzeczyn-Zdrój – Nowa Wieś Niemczańska – Podlesie (sporadycznie) – Niemcza
- 45: Dzierżoniów – Dobrocin – Roztocznik – Byszów – Gilów –Niemcza – Podlesie (sporadycznie)
- 46: Dzierżoniów – Dobrocin – Roztocznik – Byszów – Gilów – Gola Dzierżoniowska – Kietlin – Wilków Wielki – Niemcza
- 49: Dzierżoniów – Dobrocin – Roztocznik – Byszów – Gilów – Niemcza – Wilków Wielki – Kietlin
- 60: Pieszyce – Bielawa (sporadyczny kurs: Pieszyce –Dzierżoniów)